# Ambala Sadar
Ambala Sadar är en stad i delstaten Haryana i Indien, och tillhör distriktet Ambala. Folkmängden uppgick till 103 093 invånare vid folkräkningen 2011, med förorter 205 418 invånare. Ambala Sadar ligger strax sydost om Ambala, distriktets huvudort.